# Eva Wikander
Eva Elisabeth Wikander, född 12 april 1947 i Stockholm, död 24 oktober 2002 i Hägersten, var en svensk författare och manusförfattare.
Wikander är begravd på Skogskyrkogården i Stockholm.

## Filmmanus
- 1982 – Johan är död

## Priser och utmärkelser
- 1991 – Silverhornet
- 1994 – Astrid Lindgren-priset